# بابلو يان فيريرا
بابلو يان فيريرا (بالبرتغالية: Pablo Yan Ferreira‏) (30 أغسطس 1994 في ساو جوزية دو ريو بريتو في البرازيل – )؛ هو لاعب كرة قدم كان يلعب كمهاجم.

## وصلات خارجية
- بابلو يان فيريرا على موقع رابطة كرة القدم اليابانية للمحترفين (اليابانية)
- بابلو يان فيريرا على موقع قاعدة بيانات كرة القدم.إي يو (الإنجليزية)
- بابلو يان فيريرا على موقع Soccerway.com (الإنجليزية)